# Better Than This
Better Than This è un singolo del gruppo musicale britannico Keane, pubblicato il 16 marzo 2009 come quarto estratto dal terzo album in studio Perfect Symmetry.

## Descrizione
Terza traccia di Perfect Symmetry, Better Than This è un brano di protesta e, secondo le parole del pianista Tim Rice-Oxley, «un'esortazione vagante per fermare l'adorazione all'altare della rivista Heat e celebrare l'immensa bellezza della vita umana e dei molti successi miracolosi che passano inosservati ogni giorno».

## Promozione
Il 3 febbraio 2009 il gruppo ha annunciato la pubblicazione del singolo attraverso il proprio sito ufficiale, rivelandone la copertina il 5 marzo seguente. Esso è stato commercializzato esclusivamente nei formati 7", il quale contiene come lato B un remix del brano ad opera di Stuart Price, e in download digitale.
Pur non essendo entrato nella Official Singles Chart britannica, il singolo ha raggiunto la quattordicesima posizione nella Official Physical Chart.

## Tracce
CD promozionale (Europa)
1. Better Than This (Radio Edit) – 3:40
2. Better Than This – 4:04

7" (Regno Unito)
- Lato A

1. Better Than This – 4:04

- Lato B

1. Better Than This (Stuart Price Remix) – 4:14

Download digitale – 1ª versione
1. Better Than This – 4:04

Download digitale – 2ª versione
1. Better Than This (Radio Edit) – 3:43
2. Better Than This (Stuart Price Remix) – 4:13
3. Better Than This (Tom Neville Remix) – 7:41
4. Better Than This (Sketch Iz Dead Remix) – 4:36

## Formazione
Hanno partecipato alle registrazioni, secondo le note di copertina di Perfect Symmetry:
Gruppo
- Tom Chaplin – voce, chitarra
- Tim Rice-Oxley – tastiera, chitarra, percussioni, cori
- Richard Hughes – batteria, percussioni, cori

Altri musicisti
- Jesse Quin – basso, percussioni, cori

Produzione
- Keane – produzione
- Jake Davies – ingegneria del suono
- Mark "Spike" Stent – missaggio, produzione aggiuntiva
- Scott Johnson – registrazione
- Stephen Marcussen – mastering